# Блохин, Борис Николаевич
Борис Николаевич Блохин (5 февраля 1896, Москва — 3 мая 1972, Москва) — советский архитектор и педагог. Доктор архитектуры, профессор Московского архитектурного института. Член-корреспондент Академии архитектуры СССР. Заслуженный деятель науки и техники РСФСР. Один из пионеров индустриального крупнопанельного домостроения в СССР.

## Биография

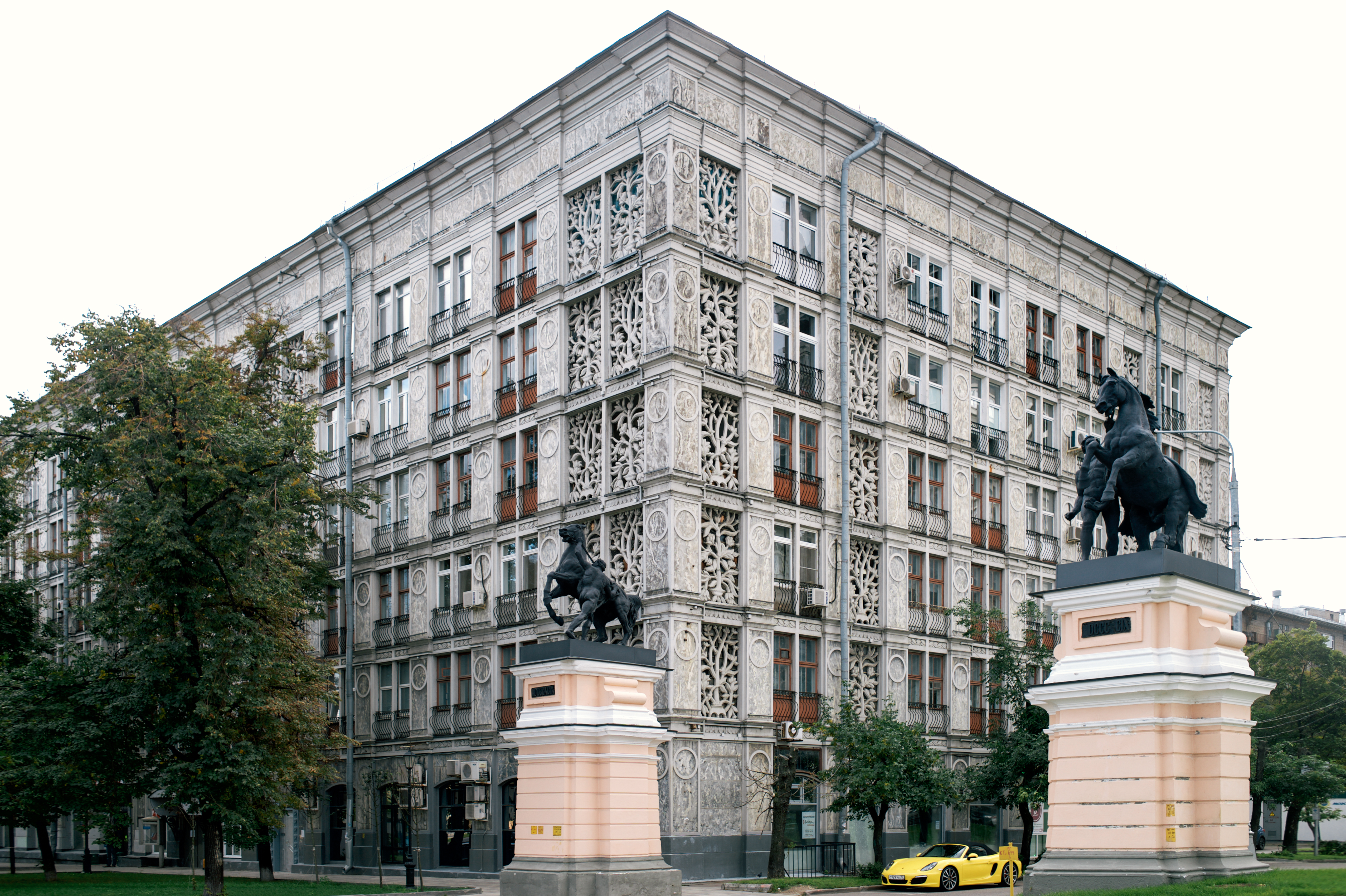
«Ажурный дом» на Ленинградском проспекте

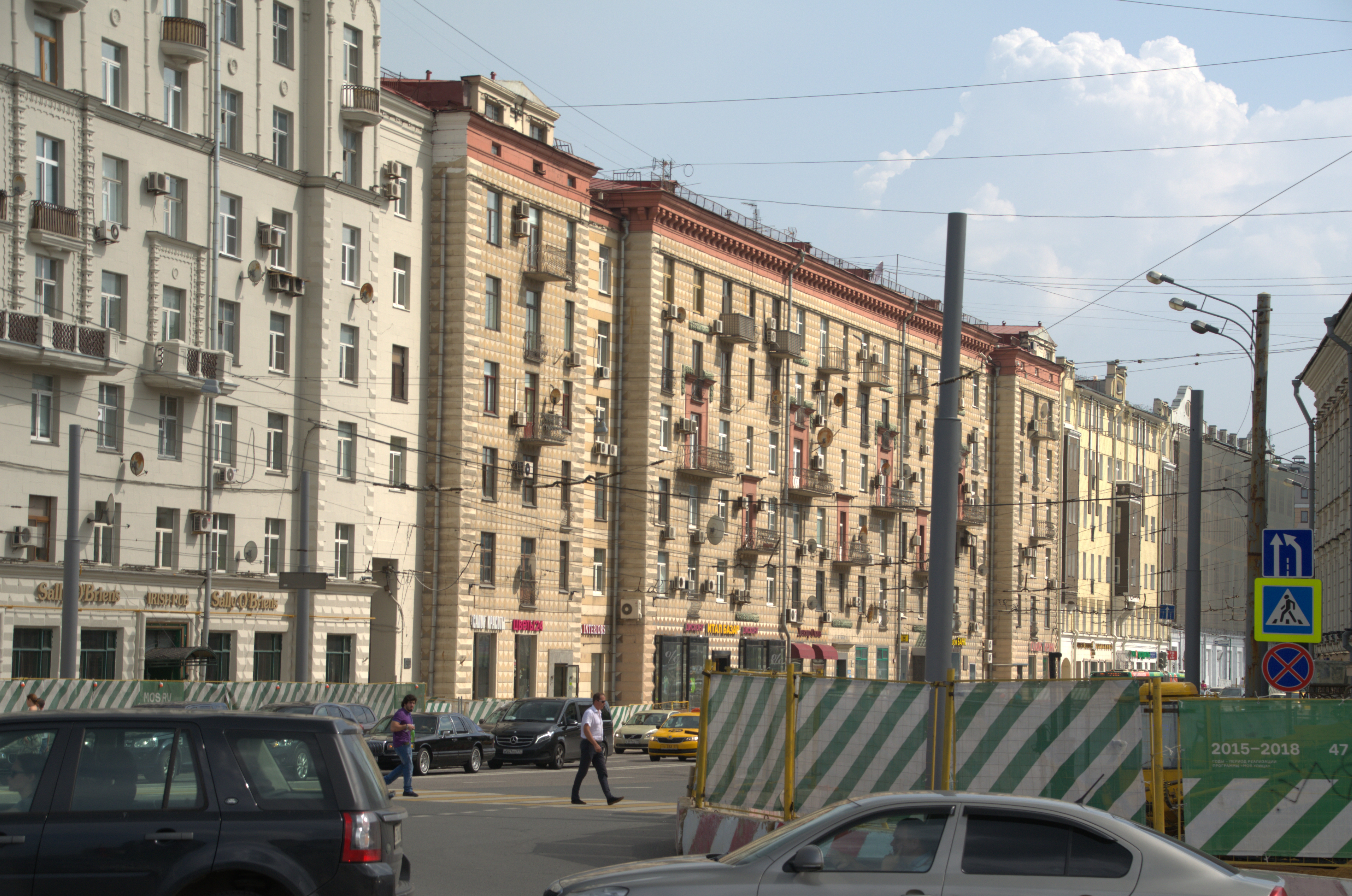
Блочный дом на Большой Полянке

Борис Блохин родился 5 февраля 1896 года в Москве в семье типографского служащего. Работал на стройках десятником, потом прорабом. В 1918 году окончил архитектурный факультет Московского училища живописи, ваяния и зодчества (учился у И. В. Жолтовского).
В числе первых проектов Бориса Блохина были жилые дома для рабочих ЗИЛа, дома завода «Калибр», жилые корпуса на Писцовой улице в Москве. Проявил себя не только как архитектор, но и как хороший организатор строительства. Принимал участие в строительстве и отделке гостиницы «Москва», жилого дома на Моховой улице (архитектор И. В. Жолтовский), станций первой очереди Московского метрополитена. Его предложения по методике отделочных работ в дальнейшем широко использовались при строительстве метро в Москве. Во время разработки проекта реконструкции центральных улиц Москвы он руководил сектором жилищного строительства и был заместителем технического директора «Моспроекта».
Уже с конца 1920-х годов занялся исследованием сборного домостроения. Обобщив и систематизировав научные работы с 1934 по 1940 год, выпустил в 1941 году книгу «Архитектура крупноблочных сооружений» — один из первых фундаментальных трудов о сборном домостроении в СССР.
В конце 1930-х годов занимался проектированием и строительством крупноблочных жилых домов и общественных зданий. Был начальником проектной мастерской Треста блочного строительства. В 1938 году по его проекту (в соавторстве с Б. В. Леоновым и К. И. Арутюновым) были построены 23 крупноблочных школьных здания. При строительстве школ в Божедомском переулке, на Загородном шоссе и ряда других были использованы модулированные блоки, что позволило создавать различные архитектурные решения на основе одних и тех же строительных элементов.
В 1939—1940 годах выполнил и реализовал множество проектов жилых домов в Москве совместно с архитектором А. К. Буровым. Это, в частности, дом из рустованных блоков на Велозаводской улице, дома на Большой Полянке с гладильными блоками с фактурой в виде «бриллиантового» руста, дома на Валовой улице, Бережковской набережной и другие. В этих проектах Блохин разрабатывал систему рациональной кладки крупных блоков, с целью дальнейшего её применения в индустриальном домостроении. Среди совместных с Буровым работ выделяется крупноблочный дом на Ленинградском проспекте (так называемый «Ажурный дом»). В этом проекте Блохин впервые применил двухрядную систему разрезки стен на блоки, которая в дальнейшем стала основной в советском крупноблочном строительстве. По проектам Блохина было построено более 100 различных зданий и сооружений.
С 1938 года занимался преподавательской деятельностью в Московском архитектурном институте. В 1943 году возглавил созданную им кафедру технологии строительного производства. Более 10 лет был заместителем директора института по учебной работе. Подготовил десятки кандидатов архитектуры. Написал ряд книг и учебных пособий для студентов архитектурных вузов и специалистов, многие из которых переведены на иностранные языки. Так в 1948 году вышел его первый учебник по курсу строительных работ. Его первая часть «Общестроительные работы» была переведена и издана в Болгарии и Югославии. В 1963 году был опубликован его учебник «Технология строительного производства».
Одновременно с преподавательской деятельностью работал в Академии архитектуры СССР, был избран её членом-корреспондентом. Несколько раз избирался депутатом Московского областного совета. Являлся членом партийного бюро Московского архитектурного института и активным членом Постоянной комиссии по высшему образованию при правлении Союза архитекторов СССР.
Умер 3 мая 1972 года. Похоронен на Новодевичьем кладбище.

## Награды и звания
- Заслуженный деятель науки и техники РСФСР[1]
- Ордена и медали[1]